# Santa Rita Mountains
Die Santa Rita Mountains sind ein Gebirgszug, der 65 Kilometer südöstlich von Tucson, Arizona liegt und zum Coronado National Forest gehört. Ihr höchster Punkt ist der Mount Wrightson mit einer Höhe von 2881 Metern, die höchste Erhebung in der Gegend von Tucson.
In diesen Bergen liegt der Madera Canyon (31° 43′ N, 110° 53′ W), in dem sich ein Vogelbrutgebiet und Rastplatz für Zugvögel befindet. In dessen Nähe, auf dem Mount Hopkins, steht das Fred Whipple Observatorium der Smithsonian Institution.
Die Santa Rita Mountains befinden sich im Santa Cruz County oberhalb des Santa Cruz Rivers. Die Gegend ist dünn besiedelt. Größte Ortschaft ist Patagonia (ca. 900 Einwohner) am Sonoita Creek. Hier befindet sich auch der Patagonia Lake State Park.